# Sinomimovelleda
Sinomimovelleda is een kevergeslacht uit de familie van de boktorren (Cerambycidae). De wetenschappelijke naam van het geslacht werd voor het eerst geldig gepubliceerd in 1963 door Chiang.

## Soorten
Sinomimovelleda is monotypisch en omvat slechts de volgende soort:
- Sinomimovelleda dentihumeralis Chiang, 1963